# Isomérie endo-exo
L'isomérie endo-exo est un type spécial de stéréoisomérie trouvé dans des composés organiques avec au moins un substituant sur un système cyclique ponté.

Le poids d'une branche d'un système polycyclique dans ce sens renvoie à la chaîne (branche) avec le plus d'atomes qui sont a priori ceux avec les plus petits numéros puisque les systèmes polycycliques sont numérotés du plus grand cycle au plus petit. Le préfixe endo est réservé à l'isomère qui a son substituant au plus près de la branche la plus lourde et le préfixe exo est réservé à l'isomère qui a son substituant au plus loin de la branche la plus lourde. 
Ce type de géométrie moléculaire se trouve dans les composés pontés bicycliques (norbornane…) et plus généralement polycycliques (dicyclopentadiène…).
Les termes endo et exo sont utilisés dans un sens similaire pour la stéréosélectivité de la réaction de Diels-Alder.